# Traversée de la rade de Genève

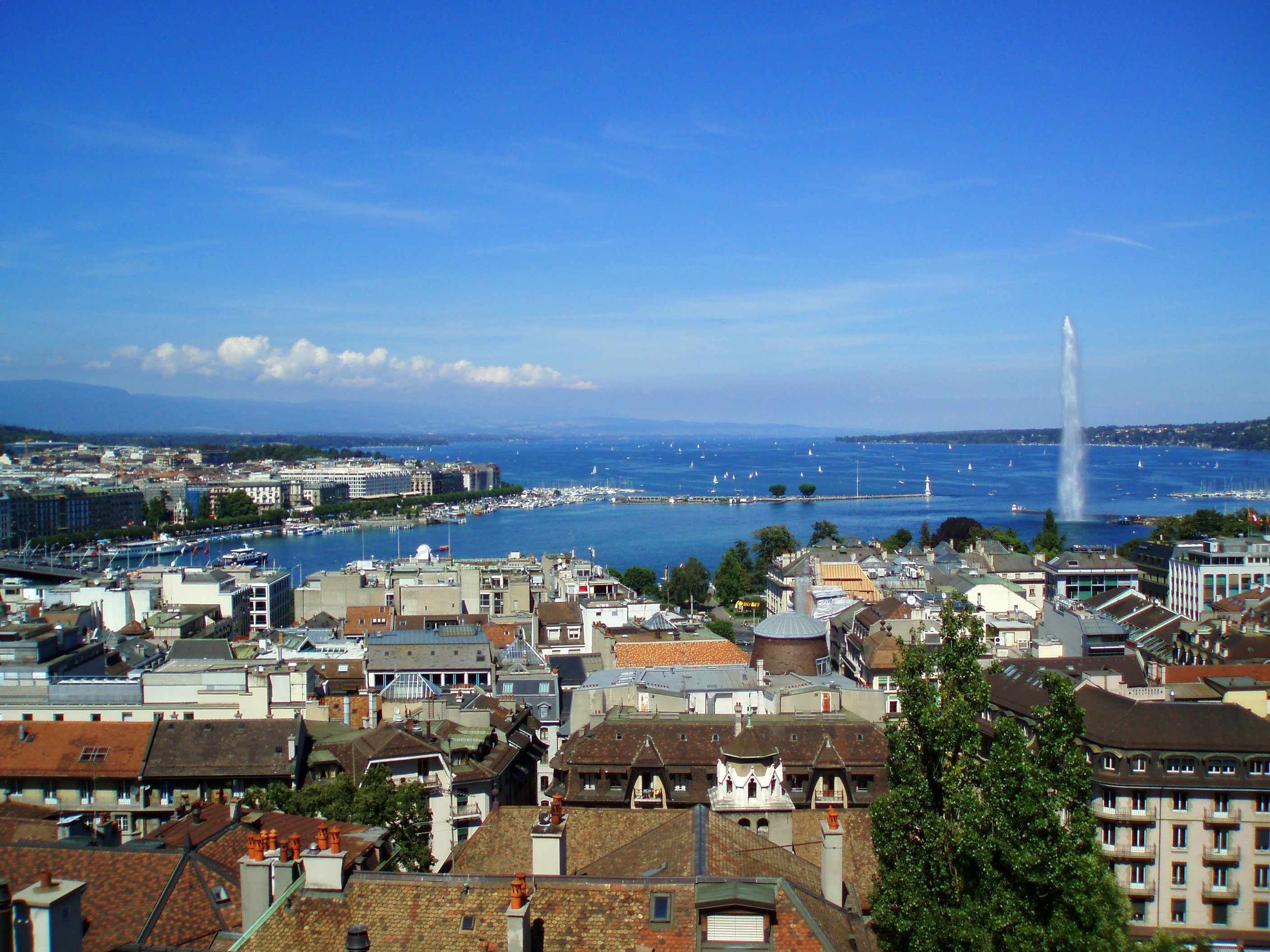
Vue de la rade de Genève : site de la potentielle traversée.

La traversée de la rade de Genève est un projet de construction d'une traversée routière du Léman en amont de la ville de Genève (Suisse). 

## Historique
Divers concepts de ponts ou de tunnels, sur des tracés situés plus ou moins loin de la ville, ont été successivement conçus depuis 1896 (premier projet d'Albert Trachsel), puis après la Seconde Guerre mondiale.

### Années 1980s et 1990s
En 1985, une initiative en faveur d'une traversée de la Rade, lancée par le Touring Club Suisse, recueille 28 235 signatures. Le 12 juin 1988, elle est acceptée en votation par 68,5 % des votants. Les autorités reçoivent donc un mandat du peuple de projeter une traversée routière, en amont du pont du Mont-Blanc, mais les oppositions demeurent vives. Le conseiller d'État socialiste chargé des travaux publics, Christian Grobet, déclare ainsi publiquement qu'il ne souhaitait pas que la traversée soit réalisée. Quant aux milieux favorables à la traversée, ils se déchirent entre partisans d'un pont ou d'un tunnel.
Le gouvernement genevois monocolore (uniquement composé d'élus de droite et du centre), en fonction au milieu des années 1990, décide de demander au peuple de trancher entre les deux variantes. Le conseiller d'État Philippe Joye, lui-même architecte, lance un double concours pour un pont et un tunnel et propose en votation les crédits pour les deux variantes. La question posée ne concerne que les crédits des objets projetés. Le 9 juin 1996 les deux objets sont refusés, à 71 % de non pour le tunnel et 69 % pour le pont. À noter qu'à la question subsidiaire, demandant la préférence entre un pont ou le tunnel, le pont l'emporte par 58 % contre 42 %. 

### XXIesiècle
Par la suite, les positions évoluent et l'idée d'une traversée du lac émerge : elle serait construite nettement plus en amont que les projets précédents et bouclerait l'autoroute de contournement. 
Confirmée par une étude cantonale menée entre 2008 et 2010, l'utilité de la traversée du lac a été inscrite au plan directeur cantonal 2030 en septembre 2013. Cependant en mars 2013 déjà, la Confédération suisse refuse de lui accorder un statut prioritaire qui lui permettrait d'obtenir un financement fédéral.
En 2012, l'Union démocratique du centre (UDC) lance une nouvelle initiative populaire demandant la construction dans un délai de six ans d'une traversée en tunnel. Son texte prévoit des accroches au Port-Noir et à l'avenue de France ainsi qu'un autre tunnel reliant le Port-Noir à la route de Malagnou ; il précise également que ces ouvrages seraient affectés au seul transport motorisé privé. L'initiative est soumise au vote le 28 septembre 2014. Tous les partis représentés au Grand Conseil, à l'exception de l'UDC et du Mouvement citoyens genevois appellent à la refuser. L'initiative est rejetée par le peuple à plus de 63 %.
Le 5 juin 2016, le principe d'une traversée plus éloignée de la ville est accepté par 62 % des votants.
Concernant le choix entre le tunnel et le pont, le Conseil consultatif Traversée du lac rend sa décision en septembre 2017 et préconise une traversée du lac en tunnel-pont-tunnel.